# Шарль Фредерік Жирар
Шарль Фредерік Жирар (фр. Charles Frédéric Girard; 8 березня 1822 — 29 січня 1895) — французький біолог.

## Біографія
Шарль Фредерік Жирар народився 8 березня 1822 року у місті Мюлуз. Вивчав біологію у Невшателі в Швейцарії.
У 1847 році працював у Гарвардському університеті асистентом професора Агассіза.
Через три роки Спенсер Фуллертон Бейрд запросив його у Смітсонівський інститут, де Жирар працював над колекцією рептилій, амфібій і риб. Він пропрацював там 10 років і за цей час опублікував багато статей (багато в співавторстві з Бейрдом), присвячених опису фауни Америки.
У 1854 році Жирар отримав американське громадянство. У 1859—1861 роках жив у Франції. У роки Громадянської війни в США (1861—1865) Приєднався до армії Конфедерації і працював хірургом. Після закінчення війни повернувся до Франції та продовжив заняття медициною.
Брав участь у Франко-прусській війні і опублікував важливу працю про тиф.
Шарль Фредерік Жирар помер 29 січня 1895 року в містечку Неї-сюр-Сен.

## Епоніми
На честь Шарля Жирара названі таксони:
- Girardinus (Poey, 1854)
- Girardinichthys (Bleeker, 1860)
- Cambarus girardianus (Faxon, 1884)
- Microcyphus girardi (Desor)
- Synapta girardi (Pourtalès)
- Vortex girardi (Schmidt, 1857)